# Symfonie nr. 4 (Brahms)
Johannes Brahms begon met het componeren van zijn Vierde Symfonie opus 98 in 1884, een jaar nadat hij zijn derde symfonie voltooid had. Dit romantische en lyrische werk voltooide hij in 1885. Het wordt vaak beschouwd als zijn magnum opus, samen met Ein deutsches Requiem.
Brahms zelf dirigeerde de première in Meiningen op 25 oktober 1885. Het werk werd goed ontvangen en is altijd populair gebleven. Eerder had hij het stuk voor een klein publiek gespeeld in een versie voor twee piano’s. Brahms' vriend Max Kalbeck maakte melding van het feit dat de criticus Eduard Hanslick, nadat hij het eerste deel gehoord had, had gezegd dat hij de hele tijd het gevoel had dat hij van twee ongelooflijk intelligente mensen een pak slaag kreeg.

## Indeling
De symfonie bestaat uit vier delen:
1. Allegro non troppo (e-mineur)
2. Andante moderato (e mineur/E-majeur)
3. Allegro giocoso (C-majeur)
4. Allegro energico e passionato (e-mineur), in passacaglia-vorm.

## Instrumentatie
De symfonie is georkestreerd voor
- twee dwarsfluiten - tweede fluit ook piccolo in deel 3
- twee hobo's
- twee klarinetten
- twee fagotten
- contrafagot in delen 3 en 4
- vier hoorns
- twee trompetten
- drie trombones in deel 4
- drie pauken
- triangel in deel 3
- strijkinstrumenten: 1e en 2e violen, altviolen, celli en contrabassen.

Nr. 1 · Nr. 2, 'Pastorale' · Nr. 3 · Nr. 4